# Цензорин (узурпатор)
Вижте пояснителната страница за други значения на Цензорин.
Цензорин (на латински: Censorinus), според историята Тридесетте тирани в Historia Augusta, е римски узурпатор (269 – 270) против Клавдий II Готски (268 – 270). Смята се за измислен.
Според Historia Augusta Цензорин участва в персийския поход на Валериан I. Издигнат е от войниците му за император (269 – 270). Малко по-късно заради много голямата му строгост в управлението е убит от тях. Гробът му се намира в Болоня. Той е вероятно два пъти консул, което не може да се докаже.